# Rough Meadows Wildlife Sanctuary
Das Rough Meadows Wildlife Sanctuary ist ein 222 Acres (89,8 ha) umfassendes Schutzgebiet bei Rowley im Bundesstaat Massachusetts der Vereinigten Staaten. Es wird von der Massachusetts Audubon Society in Kooperation mit der Organisation Essex County Greenbelt verwaltet.

## Schutzgebiet
Das küstennahe Schutzgebiet verfügt mit Wäldern, Salzwiesen und Prielen über Lebensräume für eine große Vielfalt an Pflanzen und Tieren, unter anderem Rosenbrust-Kernknacker, Spitzschwanzammern, Wiesenstrandläufer und Amerika-Sandregenpfeifer. Es ist als Important Bird Area und zugleich als Area of Critical Environmental Concern eingestuft. Besuchern stehen 1,7 mi (2,7 km) Wanderwege zur Verfügung, zudem werden Veranstaltungen über das Joppa Flats Education Center angeboten.